# Citronbukig flugskvätta
Citronbukig flugskvätta (Microeca flavigaster) är en fågel i familjen sydhakar inom ordningen tättingar.

## Utbredning och systematik
Citronbukig flugskvätta delas in i sju underarter med följande utbredning:
- M. f. tormenti – mangroveträsk i nordvästra Western Australia (Broome till Kimberley)
- flavigaster-gruppen
  - M. f. tarara – östra Nya Guinea
  - M. f. laeta – norra Nya Guinea, från låglänta områden vid Geelvink Bay österut till  Astrolabe Bay
  - M. f. terraereginae – sydöstra Nya Guinea
  - M. f. flavigaster – Northern Territory (Arnhem Land, Melvilleön, Groote Eylandt
  - M. f. flavissima – norra Queensland (Kap Yorkhalvön)
  - M. f. laetissima – östra Queensland (Rockingham Bay Bred Sound)

Sedan 2016 urskiljer Birdlife International och naturvårdsunionen IUCN tormenti som den egna arten "kimberleyflugskvätta". 

## Status
IUCN bedömer hotstatus för underartsgrupperna (eller arterna) var för sig, båda som livskraftiga.